# Shlomo Mintz
Shlomo Mintz (Moskou, 30 oktober 1957) is een Israëlische violist, altviolist en dirigent. Hij is regelmatig op de internationale podia te beluisteren met bekende orkesten en dirigenten en is tevens een veel gevraagd kamermusicus.

## Biografie
Mintz werd geboren in Rusland en emigreerde twee jaar later met zijn familie naar Israël, alwaar hij studeerde bij Ilona Feher, een van de laatst overgebleven vioolleraren uit de Centraal-Europese school. Ilona Feher introduceerde Mintz bij Isaac Stern, die vervolgens zijn mentor werd. Mintz heeft ook gestudeerd bij de befaamde Dorothy Delay in New York.

## Carrière als violist
Toen Shlomo Mintz elf jaar oud was, maakte hij zijn concertdebuut met het Israel Philharmonic Orchestra. Kort daarna werd hij door Zubin Mehta gevraagd om, met slechts een week voorbereiding, in te vallen voor de zieke Itzhak Perlman in Paganini’s eerste vioolconcert. Op zestienjarige leeftijd maakte hij zijn Carnegie Hall debuut, onder auspiciën van Isaac Stern en de American-Israel Cultural Foundation, in een concert met het Pittsburgh Symphony Orchestra. Vervolgens begon hij zijn studie bij Dorothy DeLay aan de Juilliard School of Music in New York.
Op 20-jarige leeftijd maakte hij een grote tournee door Europa, met bekende dirigenten zoals Carlo-Maria Giulini, Antal Dorati en Eugene Ormandi. Tevens tekende hij begin twintig een contract met Deutsche Grammophon. 
Maestro Mintz treedt veelvuldig op in het internationale concertcircuit en is overal ter wereld te horen in recitals en kamermuziekconcerten. Hij treedt ook regelmatig op als altviolist, zowel in recitals als met strijkkwartetten en kamermuziekensembles.

## Carrière als dirigent en artistiek directeur
Toen hij achttien jaar oud was, begon Shlomo Mintz met dirigeren en sindsdien heeft hij orkesten geleid als het Royal Philharmonic Orchestra (Verenigd Koninkrijk), het NHK-symfonieorkest (Japan) en het Israel Philharmonic Orchestra.
Mintz was Music Advisor van het Israel Chamber Orchestra van 1989 tot 1993. In maart 1994 werd hij benoemd tot artistiek adviseur en eerste gastdirigent van het Limburgs Symfonie Orkest. Hij leidde het orkest gedurende vier seizoenen, en trad daarbij regelmatig tegelijkertijd op als dirigent en solist. In 1997 speelde Shlomo Mintz op uitnodiging van iniatiatief nemer Bob Bremer (voormalig netmanager van de Tros) op de beroemde viool van Niccolo Paganini 'Il Cannone', tijdens een speciaal concert met het Limburgs Symphonie Orkest, o.l.v. Yoel Levi. Het concert werd later uitgezonden in december 1997. In 2008 werd Shlomo Mintz benoemd tot eerste gastdirigent van het Zagreb Philharmonisch Orkest.
Van 2002 tot 2012 was Mintz artistiek directeur van het Internationaal Muziekfestival Sion-Valais in Zwitserland.

## Educatie
Shlomo Mintz geeft wereldwijd Masterclasses. Sinds 2012 geeft hij Masterclasses in Crans Montana, Zwitserland. Mintz is voorzitter van de jury en muzikaal adviseur van het Internationaal Vioolconcours Buenos Aires en ook voorzitter van de Jury van het Munetsugu Vioolconcours in Japan. 
Hij was jurylid van verscheidene belangrijke internationale concoursen, zoals het Internationaal Tsjaikovski-concours in Moskou (1993) en de internationale Koningin Elisabethwedstrijd in Brussel (1993 en 2001). In oktober 2001 was Shlomo Mintz president van de jury van het Internationaal Vioolconcours Henryk Wieniawski in Poznan, Polen. Van 2002 tot en met 2011 was hij voorzitter en adviseur van het International Vioolconcours Sion Valais in Zwitserland.  
Shlomo Mintz is een van de oprichters van de Keshet Eilon International Violin Mastercourse in Israël, een zomercursus voor jonge violisten uit de gehele wereld en was gedurende 18 jaar hun beschermheer (1992-2010).

## Violins of Hope
Shlomo Mintz neemt deel aan het vredes project "Violins of Hope", samen met vioolbouwer Amnon Weinstein. Vierentwintig violen van eigenaars die hun leven in getto's en concentratiekampen verloren tijdens de Tweede Wereldoorlog werden gerestaureerd door Weinstein. Ze worden tentoongesteld en bespeeld bij verschillende gelegenheden. Achttien van hen werden in 2010 voor de eerste keer tentoongesteld in Sion (Wallis) tijdens het Sion Festival. Violins of Hope zijn reeds diverse malen te horen en te zien geweest bij verschillende evenementen over de hele wereld (Parijs, Maastricht, Istanboel, Londen, Madrid, Charlotte (Verenigde Staten)) en werden voor de allereerste maal bespeeld tijdens een concert in Jeruzalem voor de viering van het zestigjarig bestaan van de staat Israël in 2008.

## Prijzen
Shlomo Mintz heeft verscheidene muziekprijzen ontvangen. 
- Premio Accademia Musicale Chigiana, Siena
- Diapason D'Or
- Grand Prix du Disque (driemaal),
- Gramophone Award
- Edison (tweemaal).

In mei 2006 ontving hij een eredoctoraat van de Ben-Gurion University of the Negev in Be’er Sheva, Israël.

## Discografie
- Bach Sonatas & Partitas for Solo Violin BWV 1001 – 1006, Deutsche Grammophon
- Bartók 2 Portraits, Deutsche Grammophon
- Bartók Violin Concerto No. 1, RN
- Beethoven Violin Concerto, Beethoven Romance No. 1, Beethoven Romance No. 2, Deutsche Grammophon
- Brahms Complete Violin & Viola Sonatas, Avie Records
- Brahms Violin Concerto, Deutsche Grammophon
- Bruch Violin Concerto, Deutsche Grammophon
- Debussy Violin Sonata in G, Deutsche Grammophon
- Dvorak Violin Concerto, Deutsche Grammophon
- Fauré Violin Sonata No. 1 op. 13, Fauré Violin Sonata No. 2 op. 108, Deutsche Grammophon
- Franck Violin Sonata in A, Deutsche Grammophon
- Israel Philharmonic 60th Anniversary Gala Concert, RCA Victor
- Kreisler Various Compositions, Deutsche Grammophon
- Lalo Symphonie Espagnole, Deutsche Grammophon
- Mendelssohn Violin Concerto, Deutsche Grammophon
- Mendelssohn Violin Sonata in F Minor, Mendelssohn Violin Sonata in F major, Deutsche Grammophon
- Mozart Sinfonia Concertante for Violin and Viola KV 364, RCA Victor
- Mozart The Five Violin Concertos, Sinfonia Concertante, Concertone, Avie Records
- Paganini 24 Caprices for Solo Violin op. 1, Deutsche Grammophon
- Prokofiev Violin Concertos No. 1 & 2, Deutsche Grammophon
- Prokofiev Violin Sonata No. 1 op. 80, Prokofiev Violin Sonata No. 2 op. 94, Deutsche Grammophon
- Ravel Violin Sonata in G, Deutsche Grammophon
- Saint-Saëns ‘Introduction et Rondo capricioso’, Deutsche Grammophon
- Shostakovitch Violin Sonata op.134, Erato
- Shostakovitch Viola Sonata op.147, Erato
- Sibelius Violin Concerto, Deutsche Grammophon
- Stravinsky ‘Histoire du Soldat’, Valois
- Vieuxtemps Concerto No. 5, Deutsche Grammophon
- Vivaldi ‘The Four Seasons’, Deutsche Grammophon
- Vivaldi Complete collection of Violin Concertos (10 Volumes), MusicMasters Classics.